# Merve Çakır

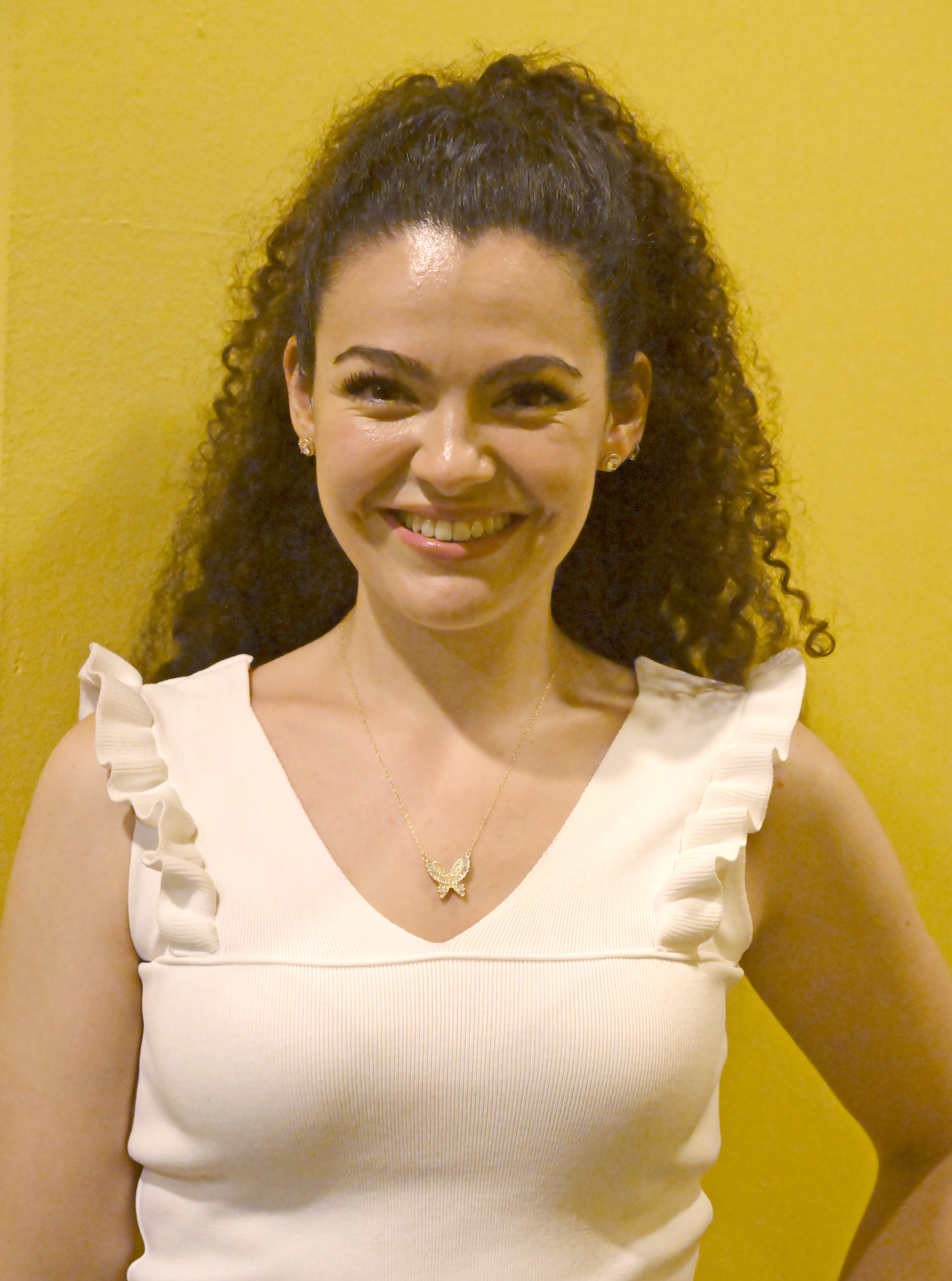
Merve Çakır (2022)

Merve Çakır (* 21. Juli 1994 in Hamburg) ist eine deutsch-türkische Schauspielerin.

## Leben
Merve Çakır absolvierte ihre Schauspielausbildung von 2015 bis 2018 an der Schauspielschule Bühnenstudio in Hamburg.
Çakır wirkte seit 2017 als Schauspielerin vor der Kamera in mehreren Film-und-Fernsehproduktionen mit, darunter in mehreren Kurzfilmen. Von Februar 2021 (Folge 3543) bis Mai 2023 (Folge 4025) gehörte Çakır zur Hauptbesetzung der ARD-Telenovela Sturm der Liebe, wo sie in der Rolle der Shirin Ceylan zu sehen war. Im November 2024 kehrte sie für einen Gastauftritt in die Serie zurück.
Çakır lebt in Hamburg. Neben ihrer Muttersprache Deutsch spricht sie auch Türkisch und Englisch.

## Filmografie
- 2017: Maskenball (Kurzfilm)
- 2018: F60 Kamikaze (Fernsehserie)
- 2018: Geschwister (Kurzfilm)
- 2019: Su Gib (Kurzfilm)
- 2019: Zerissen (Kurzfilm)
- 2021–2023, 2024: Sturm der Liebe (Fernsehserie)